# (12663) Björkegren
(12663) Björkegren est un astéroïde de la ceinture principale.

## Description
(12663) Björkegren est un astéroïde de la ceinture principale. Il fut découvert le 2 septembre 1978 à La Silla par Claes-Ingvar Lagerkvist. Il présente une orbite caractérisée par un demi-grand axe de 2,91 UA, une excentricité de 0,07 et une inclinaison de 1,1° par rapport à l'écliptique.